# Prostredný hrebeň
Prostredný hrebeň leží ve Vysokých Tatrách a odděluje Malou a Velkou Studenou dolinu. Začíná na hlavním tatranském hřebeni ležící Široké veži (2 461 m n. m.) a končí Předním Malým oštěpem. Jeho nejvyšším bodem je Prostredný hrot (2 440 m n. m.).
Objekty Prostředního hřebene:
- Masiv Chmúrné veže:
  - (Sedlo pred Prostredným),
  - (Chmúrna veža),
  - (Chmúrna štrbina),
  - (Chmúrna ihla),
  - (Bránička),
- (Kostoly):
  - (Kopa Veľkého Kostola),
  - (Vrátka Veľkého Kostola),
  - (Veža Veľkého Kostola),
  - (Brána Veľkého Kostola),
  - (Vežička Veľkého Kostola),
  - (Veľký Kostol, ok. 2151 m),
  - (Malá Bránička):

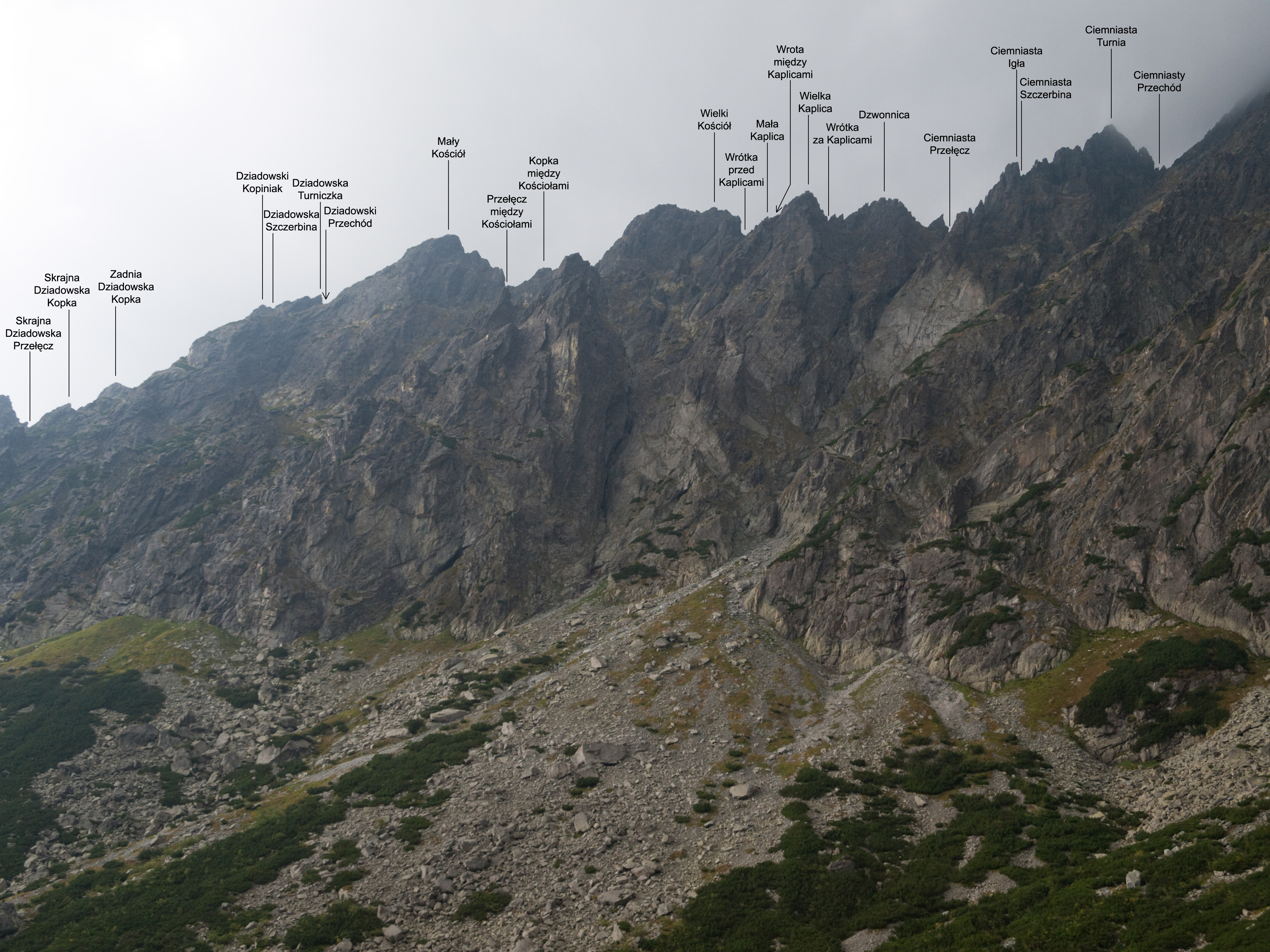
Chmúrna veža a Kostoly

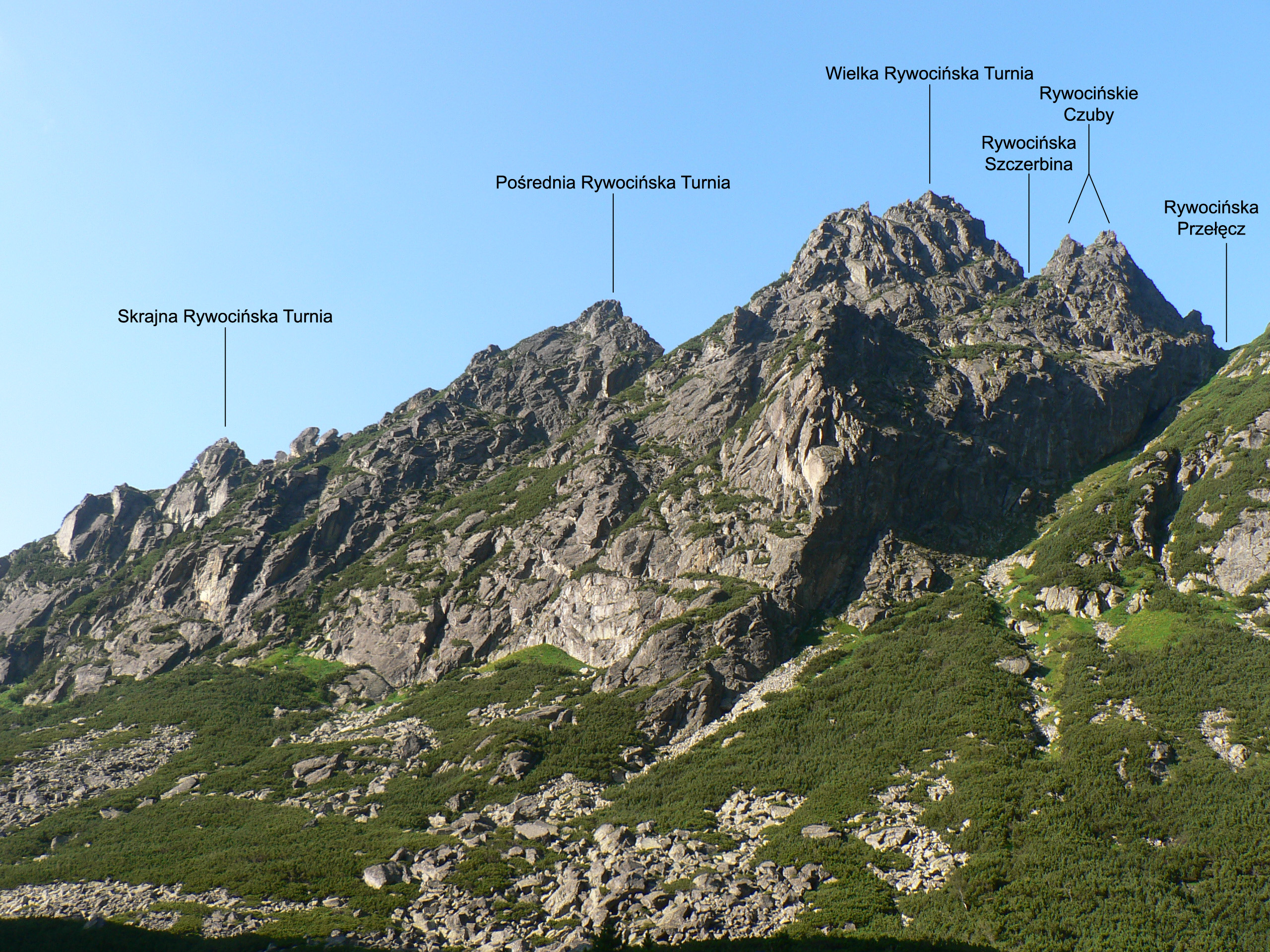
Oštepy

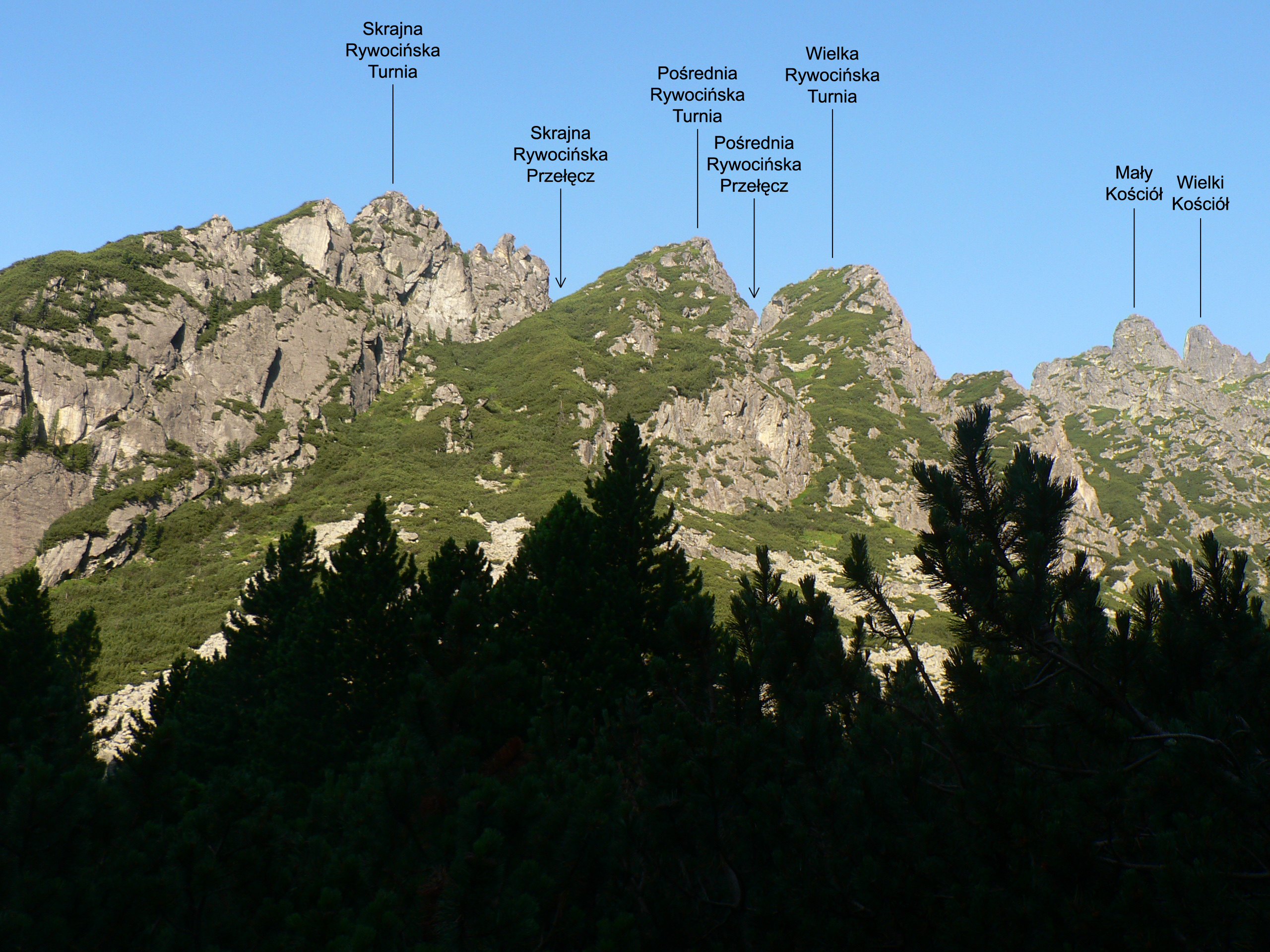
Oštepy a Kostoly

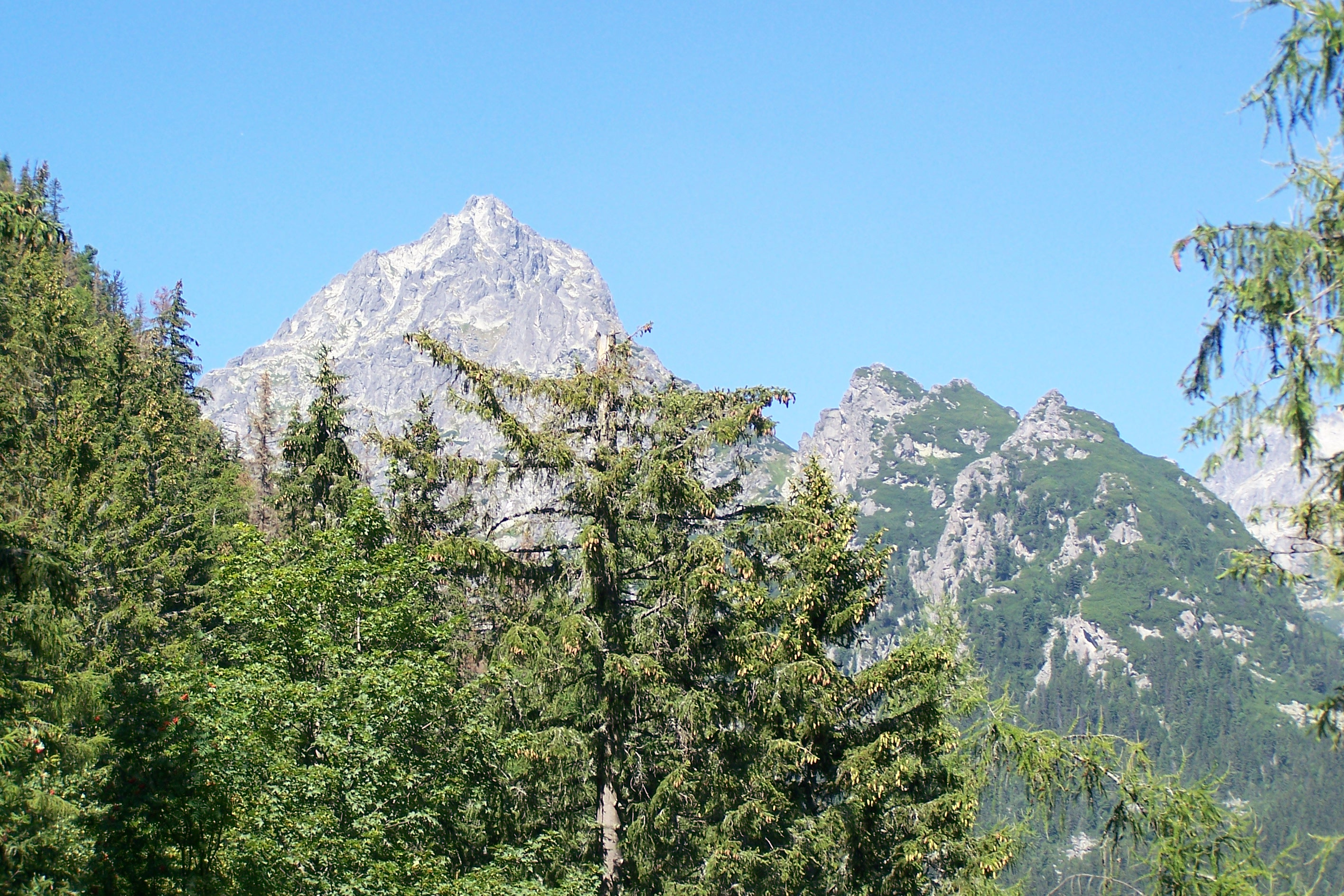
Oštepy a Prostredný hrot

    - Zadní sedlo mezi Kostoly (ok. 2030 m),
    - Krajní sedlo mezi Kostoly,

  - (Malý Kostol, ok. 2088 m),
  - (Kostolníkov priechod),
  - (Kostolníkova vežička),
  - (Kostolníkova štrbina),
  - (Veža nad Ohniskom),
  - (Sedlo nad Ohniskom, ok. 1905 m):
    - (Zadné kostolníkovo sedlo),
    - (Zadná kostolníkova kôpka),
    - (Prostredné kostolníkovo sedlo),
    - (Predná kostolníkova kôpka),
    - (Predné kostolníkovo sedlo),

  - (Kopa nad Ohniskom),
- (Oštepy):
  - (Sedlo za Oštepmi, ok. 1830 m),
  - (Zadný Oštep, ok. 1888 m),
  - (Zadné Studenovodské sedlo),
  - (Prostredný Oštep, ok. 1845 m),
  - (Predné Studenovodské sedlo, ok. 1780 m),
  - (Predný Oštep, ok. 1820 m),
  - (Malé Studenovodské sedlo),
  - (Zadný Malý Oštep),
  - (Malá Studenovodská štrbina),
  - (Predný Malý Oštep).